# Tepetotutla Chinantec jezik
Tepetotutla Chinantec jezik (ISO 639-3: cnt), indijanski jezik kojim govori oko 2 000 ljudi (1990 popis) iz plemena Chinantec na sjeveru meksičke države Oaxaca po naseljima Santa Cruz Tepetotutla, San Antonio del Barrio, San Pedro Tlatepusco, Santo Tomás Texas, Vega del Sol, El Naranjal.
Pripada činantečkoj porodici jezika, velika porodica otomang.

## Vanjske poveznice
- Ethnologue (14th)
- Ethnologue (15th)